# Pauline Krone

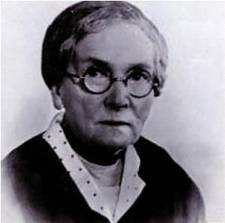
Pauline Krone (um 1940)

Pauline Krone (geb. Wörner; auch Pauline Krone-Wörner, * 7. Dezember 1859 in Gniebel; † 4. Februar 1945 in Tübingen) war eine deutsche Schriftstellerin und Philanthropin.

## Leben

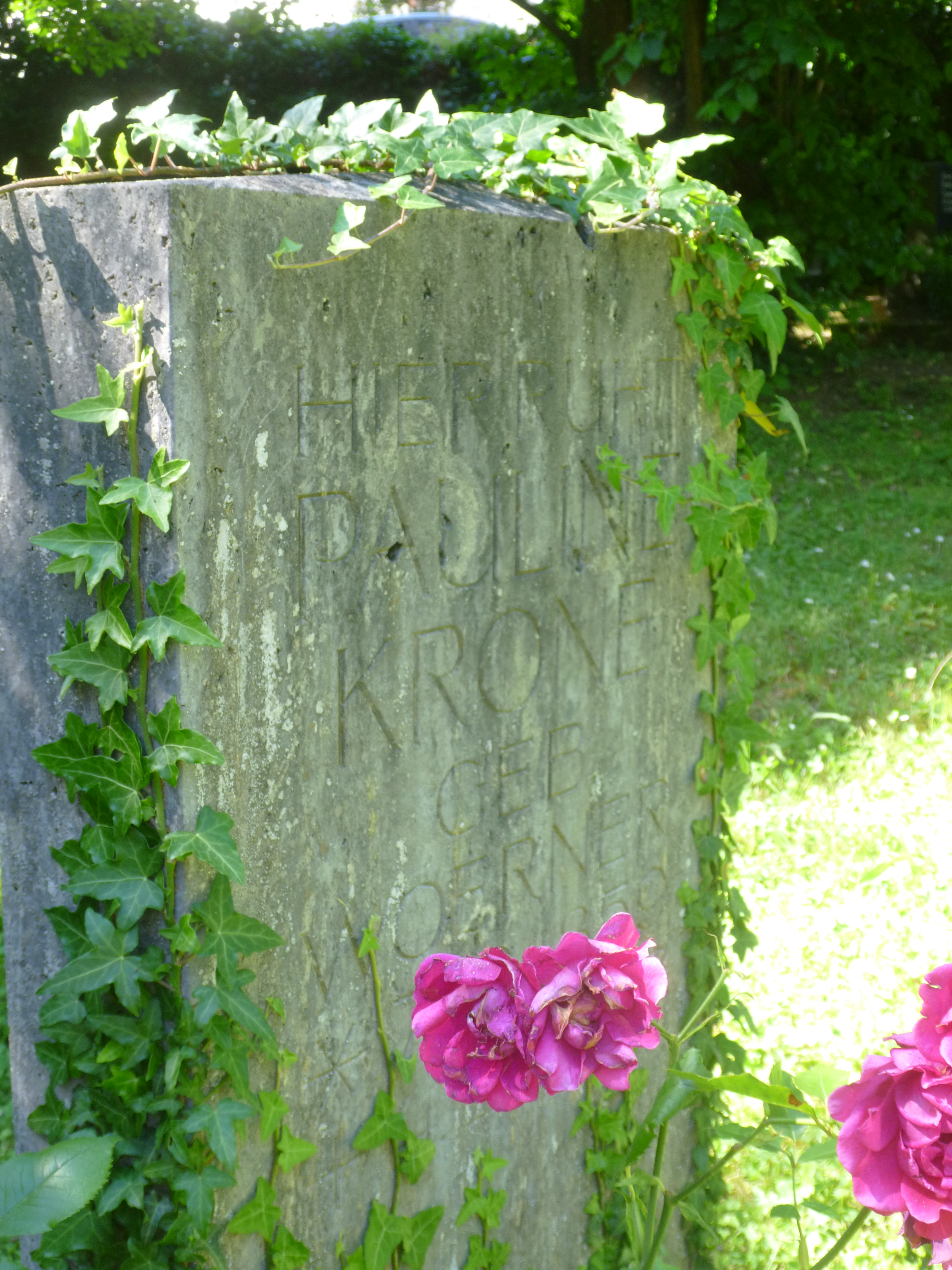
Grabstein

Pauline Wörner war die Tochter des evangelischen Pfarrers Ernst Gottlob Wörner. Sie wuchs in Gniebel und Zürich auf, wo ihr Vater Professor für evangelische Theologie war. Nach dem Tod ihres Vaters kehrte sie 1875 nach Tübingen zurück, 1886 heiratete sie den evangelischen Pfarrer Rudolf Krone und lebte mit ihm in Bötzingen. Dort gründete sie den örtlichen Frauenverein und begann ab 1889 kleinere Erzählungen zu veröffentlichen, die sich in ihrer Zeit einer gewissen Beliebtheit erfreuten.
Nachdem ihr Mann gestorben war, zog sie 1915 nach Tübingen, wo sie in der Olgastraße 4 mit ihrer Schwester Julie Wörner, einen gemeinsamen Haushalt führte. In dieser Zeit entfaltete sie eine reiche karitative Tätigkeit, teilweise zusammen mit der örtlichen Zeitung Tübinger Chronik, wo sie zahlreiche Artikel veröffentlichte. Dank ihrer schriftstellerischen Fähigkeiten vermochte sie die Not und Hilfsbedürftigkeit der alten Einwohner Tübingens in Zeitungsartikeln im In- und Ausland, vor allem in der Schweiz, so eindringlich zu schildern, dass dadurch eine andauernde Welle der Hilfsbereitschaft entstand. Das vermittelnde, versöhnende Wesen von Pauline Krone, ihr klarer Blick und ihr treffendes Wort machten ihre Mitarbeit für die öffentliche und freie Wohlfahrtspflege in Tübingen äußerst wertvoll. Nach der Machtübernahme durch die Nationalsozialisten zog sie sich ins Privatleben zurück. Nachdem 1944 ihre Wohnung durch eine Luftbombe zerstört worden war, zog sie ins Tübinger Bürgerheim, wo sie im Februar 1945 starb. Sie ist auf dem Tübinger Stadtfriedhof begraben.
1950 wurde das Tübinger Gutleutehaus als Pauline-Krone-Heim nach ihr benannt.

## Werke
- Orchideen im Lößgrund. Geschichten vom Kaiserstuhl, Karlsruhe 1901ff.
- Frau Viktoria Zähringers elsässisches Kochbuch für die gewöhnliche und feinere Küche, Vollständig überarbeitet und zum Haushaltungsbuch erweitert von Pauline Krone geb. Wörner, Freiburg im Breisgau / Leipzig 1902.
- Der Winzer Schutzherr. Historischer Roman, Karlsruhe 1910.
- Judenkirschen. Eine Geschichte vom Kaiserstuhl. Mit einem Nachwort von Joseph August Beringer, Reclam, Leipzig 1923.